# Кекелидзе, Теймураз Мерабович
Теймураз Мерабович Кекелидзе (25 апреля 1965, Тбилиси) — грузинский и российский боксёр-профессионал, правша, чемпион СНГ, Славянских стран, России и Азии.

## Карьера
Теймураз Кекелидзе родился в семье служащих. Неоднократный чемпион Грузии среди любителей в среднем весе. Боксёр-темповик, агрессивный с хорошо поставленным ударом правой рукой. Боксирует в обычной левосторонней стойке, защите не уделяет должное внимание, хорошо держит удары. Последние свои бои на любительском ринге провёл в городе Тбилиси в марте 1992 года, выиграв титул чемпиона Грузии в весовой категории 71 кг. В профессионалы перешёл в апреле 1992 года. В 1993 году выехал в Турцию в поисках менеджера. Познакомился в городе Анкаре со старшим тренером, боксёрской, любительской сборной команды Турции, Артёмом Лавровым, который завершал работу в Турции и подбирал боксёров для работы в России на профессиональном ринге. Они заключили контракт и вместе выехали в Россию. В подготовке Кекелидзе Т. М. к боям на профессиональном ринге приступили вместе двое квалифицированных знаменитых тренеров России — Лавров Артём и его старший брат Лавров Владимир. Они из боксёра. известного только в Грузии, создали звезду профессионального бокса России и вывели его в чемпионы России, СНГ, Славянских стран и в чемпионы Паназиатской Боксёрской Ассоциации. Проводил бои Кекелидзе Т. М. на профессиональном ринге, начиная со среднего веса по тяжёлый вес с боксёрами профессионалами имеющими высокий рейтинг в мире. В настоящее время сорокасемилетний Теймураз Кекелидзе возвратился в профессиональный бокс и с поддержкой менеджера и тренера Колесникова Александра продолжает проведение качественных, профессиональных, рейтинговых боёв с молодыми боксёрами.

### Видео
- Полуфинальный бой Т. Кекелидзе на чемпионате Грузии 1992 г. среди любителей
- Бой Т. Кекелидзе
- Интервью Т. Кекелидзе
- Бой Т. Кекелидзе
- Один из прошлых боёв Т. Кекелидзе